# Paul Melot de Beauregard
Paul Richard Melot de Beauregard (* 1973 in Düsseldorf) ist ein deutscher Jurist, Arbeitsrechtler und Honorarprofessor an der Fernuniversität Hagen.

## Leben
Von 1994 bis 1997 studierte Paul Melot de Beauregard Rechtswissenschaften in München, dann bis 1999 in Würzburg. Während seines Studiums wurde er 1995 Mitglied des Corps Franconia München. Von 1999 bis 2000 war er als wissenschaftlicher Mitarbeiter an der Universität zu Köln tätig. Von 1999 bis 2001 machte er sein Referendariat. Von 2001 bis 2002 folgte ein Masterstudiengang (LL.M. Labour Law) an der London School of Economics and Political Science.
2001 wurde er bei Curt Wolfgang Hergenröder an der Universität Würzburg zum Dr. iur. promoviert. Von 2002 bis 2005 war er als Rechtsanwalt für Freshfields Bruckhaus Deringer in Berlin tätig, dann bis 2007 bei McDermott Will & Emery in Düsseldorf, bei denen er von 2008 bis 2019 Partner in München war. Seit 2019 ist er Partner von Jones Day in Düsseldorf. 2007 wurde er Fachanwalt für Arbeitsrecht.
Seit 2009 ist er Dozent für den Beck Verlag, das Deutsche Anwaltsinstitut und den Otto Schmidt Verlag. Von 2009 bis 2016 war er Dozent in der Ausbildung zum Fachanwalt für Arbeitsrecht an den Juristischen Fachseminaren in Bonn.
Er lehrt seit 2012 als Lehrbeauftragter und ab 2018 als Honorarprofessor Bürgerliches Recht, Arbeitsrecht und Rechtsvergleichung an der Fernuniversität Hagen.
Er ist im Vorstand vom Arbeitskreis Evangelischer Unternehmer und von Pro Bono Deutschland e. V. Sein Fachwissen wird von zahlreichen Zeitungen und Zeitschriften angefragt, beispielsweise von der Wirtschaftswoche, der FAZ und der Börsenzeitung. Er veröffentlicht regelmäßig in juristischen Fachzeitschriften mit Beiträgen in Der Betrieb, Betriebs-Berater, Neue Zeitschrift für Arbeitsrecht, Recht der Internationalen Wirtschaft, Zeitschrift für Stiftungs- und Vereinswesen, GmbH-Rundschau, Der Staat, Zeitschrift für Europarecht, internationales Privatrecht und Rechtsvergleichung, Juristische Arbeitsblätter und Neue Juristische Wochenschrift.

## Schriften (Auswahl)
- Mitgliedschaft in Arbeitgeberverbänden und Tarifbindung (= Europäische Hochschulschriften. Reihe 2: Rechtswissenschaft. 3383). Lang, Frankfurt am Main u. a. 2002, ISBN 3-631-39295-8 (Zugleich: Würzburg, Universität, Dissertation, 2001).
- Das Anstellungsverhältnis des GmbH-Geschäftsführers. Beck, München 2011, ISBN 978-3-406-59615-5.
- Tarif- und Arbeitskampfrecht für die Praxis. Beck, München 2014, ISBN 978-3-406-66310-9.